# Pixelfed
Pixelfed是一個用於分享影像的聯邦式平台自由软件，其使用ActivityPub協定與其他平台連結並分享影像，這些平台包含但不限於：Friendica、Mastodon、Nextcloud、PeerTube、Funkwhale等。

## 開發
該平台的開發始於加拿大程式設計師Daniel Supernault (dansup)於2018年5月Mastodon上宣佈開發當時仍屬年輕的聯邦式社群網路。
Pixelfed的第一個穩定版本，v0.1.9，於2018年11月釋出，僅提供英语版本，且功能相當有限。但已經可以上傳個人照片或相簿、套用過濾條件、對貼文留言以及追蹤使用者或主題標籤。

## 去中心化平台
Pixelfed是一個去中心化平台，這代表了資料不會儲存在中央伺服器上。如同其他聯邦社交網路服務一樣，Pixelfed有許多不同的服务器，也稱為實例。實例的優點是可以訂閱在地伺服器，從而取得在地化的內容。
雖然各個實例是獨立的，但也可以互動。這種在不同伺服器上進行通訊的能力來自於其所使用的ActivityPub協定。其可用來建立開放且分散式的社群網路，例如Mastodon、Friendica、PeerTube、Diaspora等。
Pixelfed的第一個實例是pixelfed.social，其放置了程式設計師Daniel Supernault的個人資料。

## 比較
該平台因其相似性而經常被描述為Instagram的開放原始碼替代品，其沒有廣告、算法與網路爬蟲，這有助於節省带宽並讓使用者體驗更快。
雖然與Instagram介面相似，但Pixelfed有效地結合了Mastodon社群網路的功能。該服務也有一個通知系統，可以了解使用者個人資料內發生的所有事情，例如反應、留言、主題標籤與主題、追蹤者活動、貼文分享等等。

## 隱私
在隱私方面，Pixelfed有多重要素驗證系統、帳號註冊、鎖定帳號、連結裝置與說明中心。其也可以靜音帳號、將個人資料設為僅自己可見、刪除貼文、停用留言與隱藏追蹤者的數量。

## 外部連結
- Pixelfed官方文件 （页面存档备份，存于）